# Freiraumpolitik
Freiraumpolitik ist ein Teilbereich der Umweltpolitik. Im Mittelpunkt steht die Beschäftigung mit raumbezogenen Entscheidungen und Konflikten. Freiraumpolitik beschäftigt sich mit der Verbesserung der gesellschaftlich erwünschten Funktionen von Freiräumen.
Als Freiräume werden in diesem Zusammenhang Landschaften in der Stadt und auf dem Land betrachtet, bei denen es sich um „offene Räume“ wie Gärten, Parkanlagen, Plätze und Schutzgebiete handelt. Sie erfüllen ökologische, aber auch soziale, kulturelle oder ökonomische Funktionen. Dazu gehören Erholungs-, Klimaschutz-, Arten- und Biotopschutzfunktionen. Weil Landschaft genutzt, bebaut oder beackert werden kann, sind Freiräume ständig einer potenziellen Gefährdung ausgesetzt. Belastungen gehen zum Beispiel von Flächenversiegelung durch Bebauung oder Verkehrsemissionen aus. Aber auch eine zu geringe oder falsche Nutzung von Flächen kann zur „Verbrachung“ von Landschaften führen oder freiraumpolitischen Zielen entgegenstehen.

## Sektoren
Freiraumpolitik umfasst mehrere Politiksektoren wie die Umweltschutzpolitik (Natur-, Boden- und Gewässerschutzpolitik und Grünflächenmanagement) sowie Politikbereiche, die potenzielle Belastungen für den Raum darstellen, wie etwa Verkehrs- oder Infrastrukturpolitik.
Ziel von Politik ist es die Interessen verschiedener Sektoren so untereinander abzuwägen, dass eine Entscheidung getroffen werden kann. Ziel der Freiraumpolitik ist dabei die Stärkung von Umweltschutz- und Raumqualitätaspekten in diesem Abwägungsprozess.
Fachpläne verschiedener Sektoren bereiten politische Entscheidungen vor. Rechtlich bindende Planwerke der Freiraumpolitik sind die Planwerke der Raumordnung, die alle raumrelevanten Sektoren querschnittsartig betrachtet. Hier werden freiraumpolitische Anliegen gegenüber ökonomischen oder sozialen Interessen bewertet und gewichtet. Als Vorstufe bündelt beispielsweise die Landschaftsplanungspolitik verschiedene umweltpolitische Sektoren (Wasser, Boden, Luft und ähnliche). Diese planerische Abstimmung der Ziele unterschiedlicher politischer Sektoren wird als „horizontale Integration“ bezeichnet.

## Ebenen
Freiraumpolitik wird auf verschiedenen Maßstabsebenen betrieben:
- Die räumlichen Auswirkungen des Klimawandels sind ein Thema der Freiraumpolitik auf globaler Ebene, so die Veränderungen im Erscheinungsbild und Funktion von Landschaften durch steigende Temperaturen, Hochwasserereignisse oder das Abschmelzen der Gletscher.
- Im nationalen Kontext beschäftigt sich die Freiraumpolitik beispielsweise mit der Ausweisung von Artenschutzgebieten (FFH-Gebieten) oder mit der Festlegung von Autobahntrassen. Die Umweltverträglichkeitsprüfung als Instrument der Umweltvorsorge gehört zu den freiraumpolitischen Instrumenten.
- Auf der Ebene der Bundesländer sind freiraumplanerische Fragen ebenfalls bedeutsam. Mit den Landesnaturschutzgesetzen werden Regeln der Freiraumpolitik und Landschaftsplanung aufgestellt.
- Die Kommunen sind verantwortlich für die konkrete Festlegung von Flächennutzungen. Im Flächennutzungsplan und im Landschaftsplan, im Bebauungsplan und Grünordnungsplan regeln sie die Nutzung der Landschaft. Die gemeindliche und städtische Freiraumpolitik bezieht sich vor allem auf wohnungsnahe Freiräume wie Gärten, Spielplätze, Plätze und Parkanlagen. Freiraumpolitik hat aber auch eine regionale Dimension, auch landwirtschaftliche Flächen und Forstflächen erfüllen freiraumplanerische Funktionen.

Die im Idealfall koordinierte Behandlung freiraumplanerischer Themen auf verschiedenen Planungs- und Entscheidungsebenen bezeichnet man als vertikale Abstimmung.

## Akteure und Entscheidungsregeln
Weil freiraumpolitische Entscheidungen in der Regel umstritten sind, werden sie nach demokratischen Regeln getroffen. Beteiligt sind unterschiedliche Akteure mit klar definierten Kompetenzen.
Im Vorfeld politischer Entscheidungsfindungen sind Parteien, Bürgerinitiativen, Verbände, Bürger involviert. Sie versuchen, ein Thema häufig mithilfe der Presse auf die Tagesordnung der Politik zu bringen und Einfluss auf die Entscheidenden zu gewinnen (Lobbyismus). Im Regelfall werden freiraumpolitische Entscheidungen durch die Verwaltung vorbereitet, in den technischen Ausschüssen und Umweltausschüssen vordiskutiert und schließlich in den Bundes-, Landes-, Regional- und Gemeinde- oder Stadtparlamenten beschlossen. Die Öffentlichkeit wird über die Presse informiert.
Nur in Ausnahmefällen und bei großer öffentlicher Resonanz können Bürger eine Sachfrage direkt an sich ziehen, indem sie einen Bürger- oder Volksentscheid initiieren.
Umwelt-, Wohn- und Lebensqualität hängt zudem von dem Engagement der Bürger (bürgerschaftliches Engagement) ab. Sie beobachten Vögel, sie kümmern sich um Stadtbäume, sie organisieren ihre Ansprüche in Kleingartenkolonien, Parkanlagen oder auf anderen öffentlichen und privaten Flächen. Dieses Engagement wird freiwillig gegeben, es kann nicht verordnet nur mithilfe günstiger Bedingungen gefördert werden.

## Pläne, Projekte und die dauerhafte Pflege und Nutzung von Freiräumen
Pläne und Projekte sind Instrumente zur Vorbereitung freiraumplanerischer Entscheidungen. In Plänen werden mittel- und langfristig generelle Ziele für die Zukunft dargestellt. Dahinter steht der Anspruch, Interessen in grundsätzlicher Art und Weise abzuwägen und so quasi potenzielle Konfliktlagen auf Vorrat zu lösen.
Projektbezogen können die Bürger im Vorfeld einer Entscheidung informell in die Suche nach (Win-Win-)Lösungen einbezogenen werden. Hier stehen verschiedene Formen der Bürger- und Interessengruppenbeteiligung zur Verfügung, die auch in Misch- und Kombinationsvarianten angewandt werden (Planungszelle, Runde Tische, Fokusgruppen).
Die dauerhafte Instandhaltung und Pflege der gebauten Freiräume, aber auch die immer wieder notwendige Anpassung der Landnutzungsmuster an veränderte gesellschaftliche Bedürfnisse ist eine Daueraufgabe der Freiraumpolitik. Teilweise trägt sich die Nutzung selbst, wenn Produkte erwirtschaftet werden können (Beispielsweise kann der Verkauf von Obstsaft zum Erhalt einer Streuobstwiese beitragen). Schutz- und Pflegemaßnahmen müssen jedoch überwiegend durch Steuergelder finanziert oder durch privates Engagement erbracht werden.
Die Inwertsetzung von Landschaft und Freiräumen soll deshalb systematisch durch Aktivitäten, Veranstaltungen und Nutzungsangebote gefördert werden. Der Planungssoziologe Wulf Tessin hat dafür den Begriff „Freiraumkulturmanagement“ vorgeschlagen, um zu zeigen, dass die Nutzung der Freiräume Teil der Kultur ist und Gärten, Parks und Landschaften zu unserem kulturellen Erbe gehören.